# John F. MacArthur
Ne doit pas être confondu avec John Macarthur.
John F. MacArthur Jr., né le 19 juin 1939 à Los Angeles (Californie) et mort le 14 juillet 2025 à Santa Clarita (Californie), est un pasteur chrétien  évangélique non confessionnel américain, dirigeant de l’église Grace Community Church (en), chancelier de la Master's University à Santa Clarita en Californie, un écrivain et animateur de l'émission radiophonique Grace to You.

## Biographie
John F. MacArthur naît le 19 juin 1939 à Los Angeles. Il a étudié la théologie à la Bob Jones University de 1957 à 1959, puis au Los Angeles Pacific College (maintenant Azusa Pacific University) . En 1963, il obtient un Master en Divinité du Talbot Theological Seminary, de La Mirada, Californie .

### Ministère
En 1969, John F. MacArthur devient pasteur principal de Grace Community Church (en), une mégaéglise non confessionnelle à Sun Valley, en Californie.
En 1985, il devient président de The Master's University à Los Angeles, jusqu'en 2019, où il est devenu chancelier.

### Mort
John MacArthur meurt le 14 juillet 2025 à l'âge de 86 ans des suites de complications liées à une pneumonie.

## Distinctions
En 1977, il obtient un Doctorats honoris causa en Divinité du Talbot Theological Seminary.

## Controverses

### Rejet des femmes prédicatrices
En 2019, lors d’une conférence, lorsqu’on lui demande de dire ce qu’il pense de l’évangéliste Beth Moore, il répond : « Rentrez à la maison »  . Il appuie son commentaire en disant que la Bible ne montrerait pas d’exemple de femme prédicatrice. Le Pasteur américain Wade Burleson qualifie ce commentaire de misogyne, contraire à la Bible et au caractère de Jésus-Christ.

### Non-respect des règles de santé publique durant la COVID-19
Pendant la pandémie de COVID-19, en août 2020, il affirme à son église qu’« il n’y avait pas de pandémie » et maintient les services en présentiel, enfreignant ainsi les règles de santé publique du comté de Los Angeles concernant l’interdiction de rassemblements publics en 2020 et 2021. Il justifie cette infraction en disant que les églises ne devraient pas fermer en raison d’une maladie avec un taux de survie de 94 %. Le comté de Los Angeles poursuit l’église, et cette dernière invoque une violation de la liberté de religion. En août 2021, MacArthur dit aux membres de l’église que plusieurs personnes avaient eu le COVID-19 en décembre 2020 et janvier 2021 en raison du maintien des rencontres en présentiel, y compris lui et sa femme. Durant ce même mois, les poursuites judiciaires sont réglées à l’amiable, le comté de Los Angeles et l’État de Californie sont convenus de payer 400 000 $ chacun à l’église.

### Accusations de recours à des écrivains fantômes
En février 2022, Dennis Swanson, ancien vice-président de la Master's University et du Master's Seminary, l’accuse de n’avoir jamais écrit un seul de ses livres et que ces derniers auraient été écrits par des écrivains fantômes.

### Gestion inappropriée de cas de violence domestique
En mars 2022, The Roys Report publie une enquête mettant en cause l'église Grace Community Church et John F. MacArthur. Plusieurs femmes victimes de violences conjugales auraient été invitées à retourner chez leurs maris, sous la menace d'excommunication. Carey Hardy, pasteur associé de MacArthur, aurait dit à une victime de donner l’exemple et de « souffrir pour Jésus » en endurant les abus de son mari. Un ancien de l'église, Hohn Cho, aurait incité MacArthur à reconsidérer la requête de la victime, qui lui aurait dit « Oublie ça ». La victime a été humiliée deux fois, en mai 2002 et août 2002, par MacArthur devant la congrégation pour avoir finalement divorcé de son mari. En 2005, le mari de la victime a été condamné à 21 ans d’emprisonnement pour agression sexuelle aggravée sur un enfant, lésions corporelles et maltraitance. Après la publication de l’affaire par Christianity Today en février 2023, le conseil pastoral dénonce des « mensonges »  ,.